# 이모빌라이저

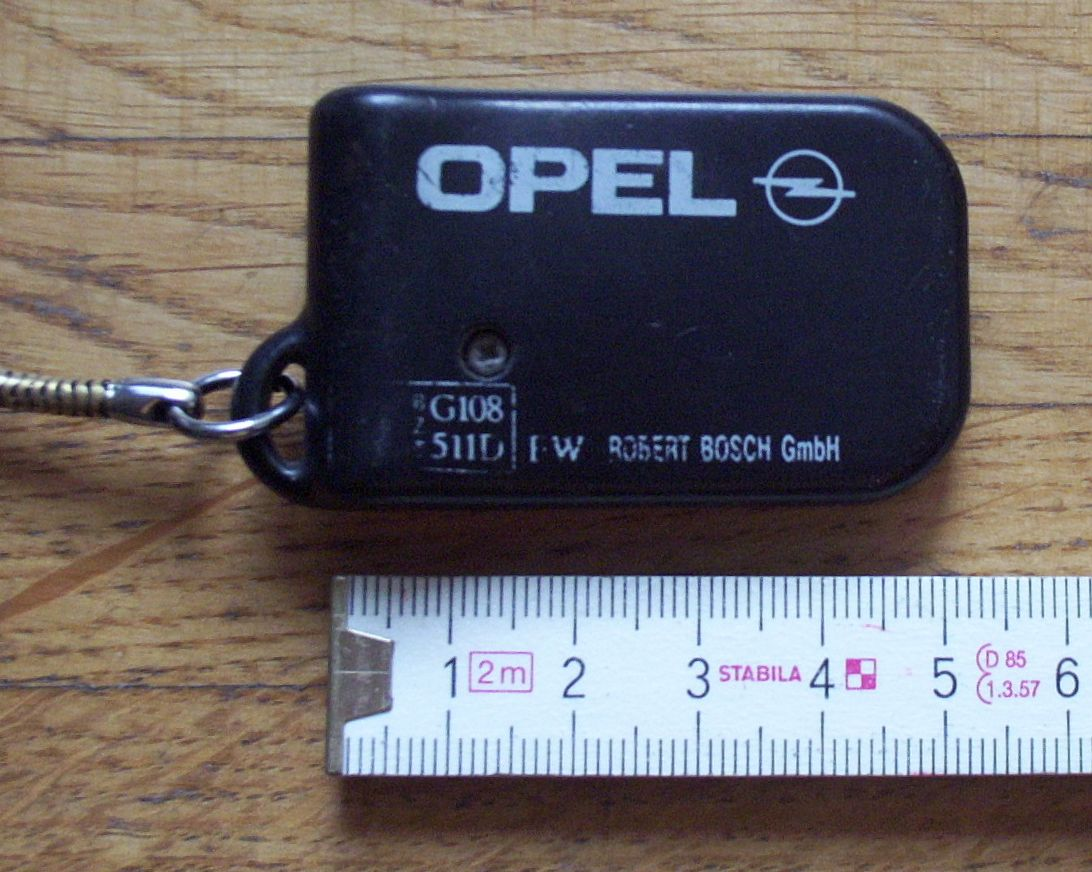

이모빌라이저(Immobiliser, immobilizer)는 모터 비클에 부착하는 전자보안장치이다. 유효한 키(트랜스폰더 또는 스마트키)가 존재하지 않은 경우 엔진을 기동할 수 없게 해준다. 이모빌라이저로 인해 차량 도난을 40%까지 줄였다는 연구 결과가 있다.
전자식 이모빌라이저/알람 시스템은 세인드 조지 에반스와 에드워드 버켄부엘에 의해 발명되었으며 1919년 특허를 받았다.

## 같이 보기
- 자물쇠